# 1985년 롯데 자이언츠 시즌
1985년 롯데 자이언츠 시즌은 롯데 자이언츠가 KBO 리그에 참가한 4번째 시즌이다. 강병철 감독이 팀을 이끈 2번째 시즌으로, 김용희가 주장을 맡았다. 팀은 전기리그 4위, 후기리그 2위, 통합 승률 2위를 기록했다. 그런데 삼성 라이온즈가 전기리그와 후기리그에서 모두 1위를 차지하는 바람에 포스트시즌이 진행되지 않고 삼성 라이온즈의 통합 우승으로 시즌이 종료되었다. 이로 인해 통합 승률 2위인 롯데 자이언츠가 창단 첫 통합 준우승을 차지하게 되었는데 김용희 홍문종 김용철 등 주축 타자들이 부진한 것이 컸다.
한편, 신인 양상문이  이 해  1선발승, 1986년 1승(선발)에 그친 데다 1982년 천창호(5선발승)(1986년 빙그레-1989년 태평양 이적) 이진우(4선발승)(1987년 청보 이적) 이후 1988년 이문한(3선발승) 이전까지 좌완투수가 2선발승을 기록하지 못했으며 이로 인해  1983년 입단한 최동원이 1984년부터 1987년까지 전천후(1984년 27승 중 18구원승, 1985년 20승 중 8구원승, 1986년 19승 중 9구원승, 1987년 14승 중 4구원승)로 투입됐는데 김명성 전 코치가 1983년을 끝으로 팀을 떠난 뒤 1986년 말  김청옥 코치 영입 전까지   투수코치 구인난에 시달린 것이 컸다.

## 타이틀
- KBO 골든글러브 : 김용희 (지명타자)
- 올스타 선발 : 김용희 (3루수), 홍문종 (외야수)
- 올스타전 추천선수 : 양상문, 김용운, 한문연, 김용철, 정영기
- 컴투스프로야구 80년대 롯데 자이언츠 라인업 : 유두열 (지명타자)
- 사구 : 유두열 (14)
- 희생타 : 한영준 (24)
- 마무리등판 : 최동원 (35)
- 완투 : 최동원 (14)
- 완봉 : 최동원 (4)

## 선수단
- 선발투수 : 박동수, 김정행, 배경환, 임호균, 안창완
- 구원투수 : 천창호, 이진우
- 마무리투수 : 최동원, 양상문, 김문희, 조용철, 이충우
- 포수 : 한문연, 김석일, 김용운, 박희찬, 정인교
- 1루수 : 김민호
- 2루수 : 김용철
- 유격수 : 정영기
- 3루수 : 한영준, 김성호
- 좌익수 : 박용성, 박영태, 조성옥
- 중견수 : 홍문종
- 우익수 : 유두열, 김한조, 김진근
- 지명타자 : 김용희, 이동완

## 여담
- 팀은 작년에 이어 2년 연속으로 시범경기에서 한 경기도 이기지 못했다.
- 9월 21일 청보 핀토스와의 경기가 1시간 33분 만에 끝나, KBO 리그 사상 최단 시간 경기로 남아있다.
- 9월 28일 MBC 청룡과의 경기에서 팀은 한 이닝 5도루를 기록하여 KBO 리그 역대 한 이닝 최다 도루 기록을 세웠다.
- 유두열은 이 시즌 KBO 리그 역대 단일 시즌 청보 핀토스 상대 최다 득점(21) 기록을 세웠다.
- 임호균은 규정 이닝을 채운 투수들 중 KBO 리그 사상 처음으로 단일 시즌동안 사구를 한 개도 기록하지 않았다.
- 박동수는 이 시즌 KBO 리그 역대 단일 시즌 청보 핀토스 상대 최다 사구 허용(6) 기록을 세웠다.
- 조용철은 이 시즌을 끝으로 은퇴하여 KBO 리그 사상 월요일 경기 통산 피안타율 1.000, 피출루율 1.000을 기록한 최초의 선수가 되었다.
- 이 시즌은 전년도 준우승팀이 우승을 하고, 전년도 우승팀이 준우승을 한 KBO 리그 최초의 시즌이다. 롯데 자이언츠는 이 시즌에 한국시리즈를 치르지 않고 준우승을 하는 희귀한 경험을 했다.

## 같이 보기
- 1983년 롯데 자이언츠 시즌
- 1987년 롯데 자이언츠 시즌
- 1995년 롯데 자이언츠 시즌
- 1999년 롯데 자이언츠 시즌